# Saint-Ouen (Loir-et-Cher)
Saint-Ouen é uma comuna francesa na região administrativa do Centro, no departamento Loir-et-Cher. Estende-se por uma área de 11,29 km². Em 2010 a comuna tinha 3 217 habitantes (densidade: 284,9 hab./km²).